# Erannis unistrigata
Erannis unistrigata là một loài bướm đêm trong họ Geometridae.